# Iliašovce
Iliašovce (Hongaars: Illésfalva) is een Slowaakse gemeente in de regio Košice, en maakt deel uit van het district Spišská Nová Ves.
Iliašovce telt 993 inwoners.